# Helix (serial telewizyjny)
Helix – amerykański serial science-fiction, który był emitowany od 10 stycznia 2014 do 10 kwietnia 2015 przez SyFy. Twórcą serialu jest Cameron Porsandeh. 28 marca 2014 roku stacja SYFY oficjalnie zamówiła 2 sezon serialu, który składa się z 13 odcinków.
30 kwietnia 2015 roku, stacja SyFy ogłosiła zakończenie produkcji serialu po 2 sezonach.

## Fabuła
Serial skupia się na grupie naukowców, którzy pod kierownictwem dr Alana Farraguta wyruszają na Arktykę. Mają za zadanie przeprowadzić szczegółowe badania, gdyż uważają, że na niej wybuchnie epidemia, która może szybko rozpowszechnić się na cały świat.

## Obsada
- Billy Campbell jako dr Alan Farragut[4]
- Hiroyuki Sanada jako Dr. Hiroshi Hatake[5]
- Kyra Zagorsky jako dr Julia Walker[5]
- Mark Ghanimé jako  Sergio Balleseros[5]

## Role drugoplanowe
- Jordan Hayes jako Dr. Sarah Jordan[6]
- Neil Napier jako Dr. Peter Farragut
- Meegwun Fairbrother jako Daniel Aerov
- Luciana Carro jako Anana
- Julian Casey jako Dr. Victor Adrian
- Christian Jadah jako Lt. Klein
- Catherine Lemieux jako Dr. Doreen Boyle
- Vitali Makarov jako Dr. Dimitri Marin
- Jeri Ryan jako Constance Sutton[7]
- Cameron Brodeur jako Soren

## Odcinki
| Sezon | Sezon | Odcinki | Oryginalna emisja | Oryginalna emisja | Oryginalna emisja | Oryginalna emisja |
| Sezon | Sezon | Odcinki | Premiera          | Finał             | Premiera          | Finał             |
| ----- | ----- | ------- | ----------------- | ----------------- | ----------------- | ----------------- |
|       | 1     | 13      | 10 stycznia 2014  | 28 marca 2014     | 1 września 2016   | 1 września 2016   |
|       | 2     | 13      | 16 stycznia 2015  | 10 kwietnia 2015  | 1 września 2016   | 1 września 2016   |